# Marijina romarska pot
Marijina romarska pot (hrvaščina: Marijanski hodočasnički put) je mreža več kot 700 km označenih in markiranih pohodniških poti na Hrvaškem in v Sloveniji, ki povezujejo različna marijanska svetišča, cerkve, kapele, verske in kulturne objekte, povezane z Blaženo Devico Marijo. V Sloveniji je dolga 409 km, na Hrvaškem pa 393 km.
Med večjimi in bolj znanimi romarskimi središči, ki jih povezuje, sta svetišči Ptujska gora in Sveta Gora nad Bistrico ob Sotli v Sloveniji ter Svetišče Marije Bistriške na Hrvaškem.
Pot je del istoimenske mednarodne kulturne romarske poti Częstochowa (Poljska) – Levoča (Slovaška) – Mariazell (Avstrija) – Ptujska Gora in Sveta Gora (Slovenija) – Marija Bistrica (Hrvaška).